# 神代仁之助
神代 仁之助（かみしろ じんのすけ、天保9年（1838年） - 没年不詳）は、壬生浪士組の結成時メンバー24名の一人。水戸藩浪人。名前は上城順之助、上城仁之助とも。
文久3年2月、清河八郎らに同調し上洛。上洛後は、須永宗司が組長を勤める七番組に所属。清河らの帰東の際は、京都に残留。しかし、殿内義雄の暗殺や、家里次郎の切腹などで、隊内に居づらくなり、脱走し帰東。
帰東後は、新徴組に入隊するが、元治元年6月16日、病身につき、相勤め難く、脱退。
以後の消息は不明。